# Ectopia lentis

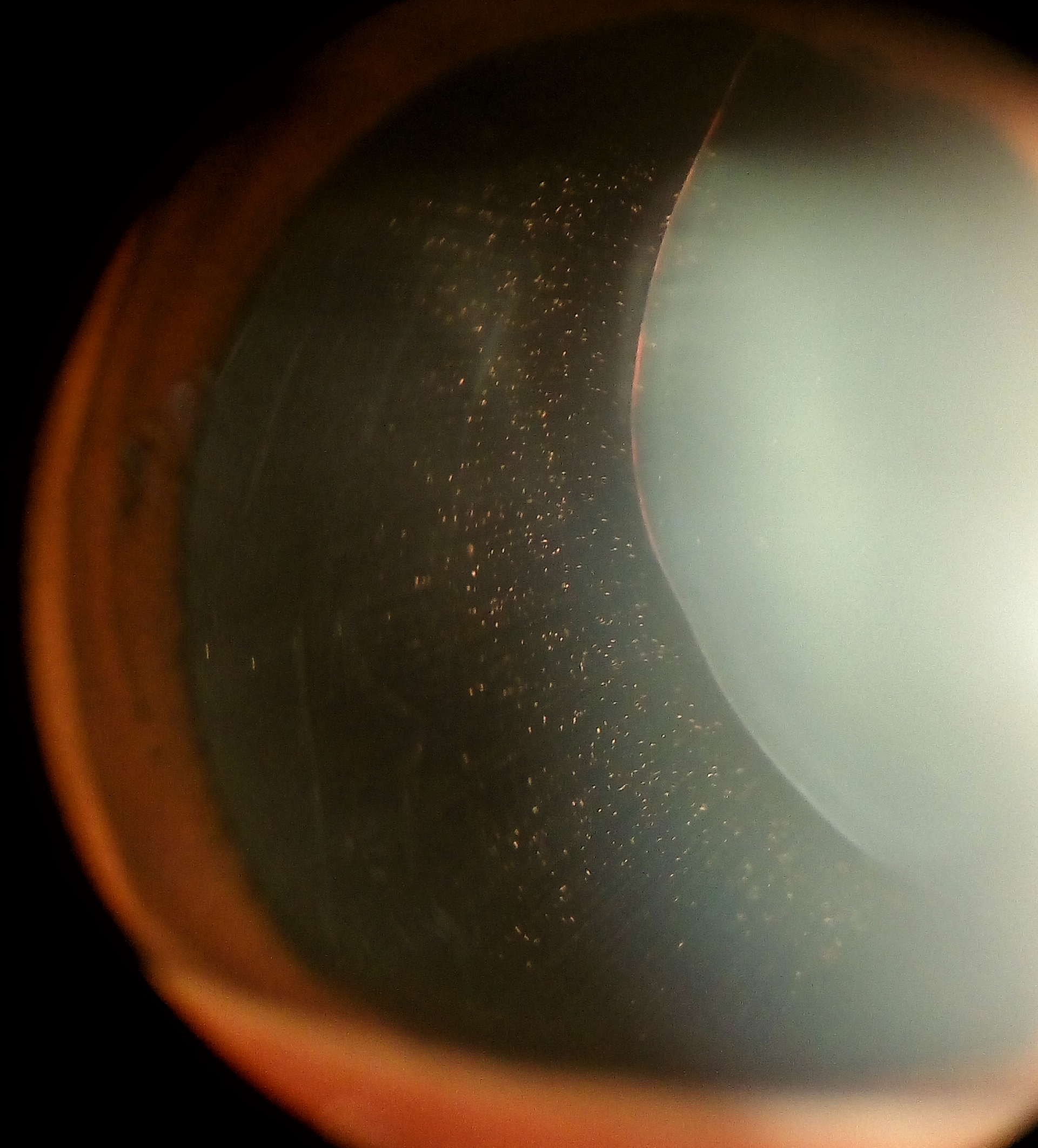
Ectopia Lentis nella sindrome di Marfan.

L'ectopia lentis è uno spostamento del cristallino dell'occhio dalla sua normale posizione. La parziale dislocazione di un obiettivo viene definita lente o sub-lussazione. Presente con una certa frequenza in cani e gatti, lo è anche sporadicamente nell'essere umano, in particolar modo se è presente la sindrome di Marfan.

## Ectopia lentisin cani e gatti
L'ectopia lentis è stata però riscontrata più spesso nei cani. La lussazione può anche essere una condizione secondaria, causata da traumi, alla formazione di cataratta. La lussazione della lente nei gatti può verificarsi in modo secondario a uveite anteriore (infiammazione della parte interna dell'occhio).

## Lussazione anteriore della lente
Con la lussazione anteriore, la lente spinge nell'iride o effettivamente entra nella camera anteriore dell'occhio. Ciò può causare glaucoma, uveite, o danni alla cornea.
La rimozione chirurgica della lente ha un alto tasso di successo (se si possiede comunque una visione intraoculare normale) quando viene eseguita prima l'insorgenza di glaucoma secondario. La lussazione anteriore è meno comune nei gatti a confronto dei cani a causa della loro natura più profonda della camera anteriore e la liquificazione del vitreo secondario all'infiammazione cronica.

## Predisposizione
Le razze di terrier sono predisposte per la lussazione della lente ed è probabilmente ereditaria nel Sealyham Terrier, Jack Russell Terrier, Wirehaired Fox Terrier, Terrier tibetano, in miniatura Bull Terrier, Shar Pei, e Border Collie. Le modalità di eredità nel tibetano Terrier e Shar Pei sono probabilmente autosomiche recessive.
Sono inoltre predisposti il Labrador Retriever e l'Australian Cattle Dog.